# 렁쥔
렁쥔(중국어: 冷军, 1963년 ~ )은 중국의 초현실주의 화가이다.

## 화가 소개
1963년 중국 쓰촨성에서 태어났다. 초등학생책을 보며 묘사법을 배웠고, 그러나 자신의 부모의 반대로 그림을 포기하고 공부해야만 했던 작가는 대학에 낙방해 재수생활을 하였고, 결국은 자신의 고집대로 미대에 진학하여, 1984년 우한 사범 대학교 한커우 분교 스포츠 아트학과 졸업해 이후 본격적으로 작품 활동을 시작했고, 디자인 계열 명문인 영국 버밍엄 시티 대학교(Birmingham City University)에서 명예박사학위를 받았다. 현재는 베이징에서 작품 활동을 이어가고 있고, 우한 회화 아카데미의 부학장이며 국가 일류 예술가이다.    

## 작품 활동
- 2007년 : 유화 《肖像之相——小罗[깨진 링크(과거 내용 찾기)]》 제 4 회 국립 미술원 전시회에서 예술원 상을 수상함.
- 2004년 유화 《蒙娜丽莎——关于微笑的设计[깨진 링크(과거 내용 찾기)]》 제 10 회 국립 미술 전시회 우수상을 수상함.
- 2002년 《突变——有刺的剪刀[깨진 링크(과거 내용 찾기)]》 "제 1 회 중국 작은 유화 전시회"의 예술상을 수상함.
- 1999년 《오각성》《五角星[깨진 링크(과거 내용 찾기)]》 제 9 회 국립 미술 전시회 금메달을 수상함.
- 1995년 《世纪风景[깨진 링크(과거 내용 찾기)]》 중국 유화 연례 전시회에서 금메달을 수상함.
- 1994년 《文物——新产品设计》 제 2 회 중국 유화전에서 예술 작품상을 수상함.
- 1993년 《망-망의 설계에 관하여》《网——关于网的设计》 중국 유화 연례 전시회에서 은메달을 수상함.
- 1992년 유화 《捆着的亚麻布》 중국 광저우 아트 비엔날레에서 우수상을 수상함.
- 1991년 유화 《马灯的故事》 국립 미술 전시관 동상을 수상함.

## 같이 보기
- 중국화 (회화)
- 중국의 미술